# Cávado (Fluss)
Der Cávado ist ein Fluss in Portugal mit 135 Kilometer Länge. Das hydrologische Einzugsgebiet umfasst ein Gebiet von circa 1.589 km². Er fließt in der Nähe von Braga und an den Städten Barcelos und Esposende vorbei und mündet bei Letzterer in den Atlantischen Ozean.

## Nebenflüsse
Rechte Nebenflüsse
- Homem mit der Talsperre Vilarinho das Furnas

Linke Nebenflüsse
- Rabagão mit den Talsperren Alto Rabagão und Venda Nova

## Talsperren und Stauseen
Flussabwärts gesehen wird der Cávado durch die folgenden Talsperren und Wasserkraftwerke aufgestaut:
| Talsperre   | Betreiber | Max. Leistung (MW) | Stausee     | Oberfläche (km²) | Volumen (Mio. m³) |
| ----------- | --------- | ------------------ | ----------- | ---------------- | ----------------- |
| Alto Cávado |           |                    | Alto Cávado | 0,5              | 3,3               |
| Paradela    | EDP       | 54                 | Paradela    | 3,8              | 164,4             |
| Salamonde   | EDP       | 42                 | Salamonde   | 2,42             | 65                |
| Caniçada    | EDP       | 60                 | Caniçada    | 6,89             | 170,6             |
| Penide      | EDP       | 4,8                | Penide      | 0,69             | 0,5               |

## Weblinks

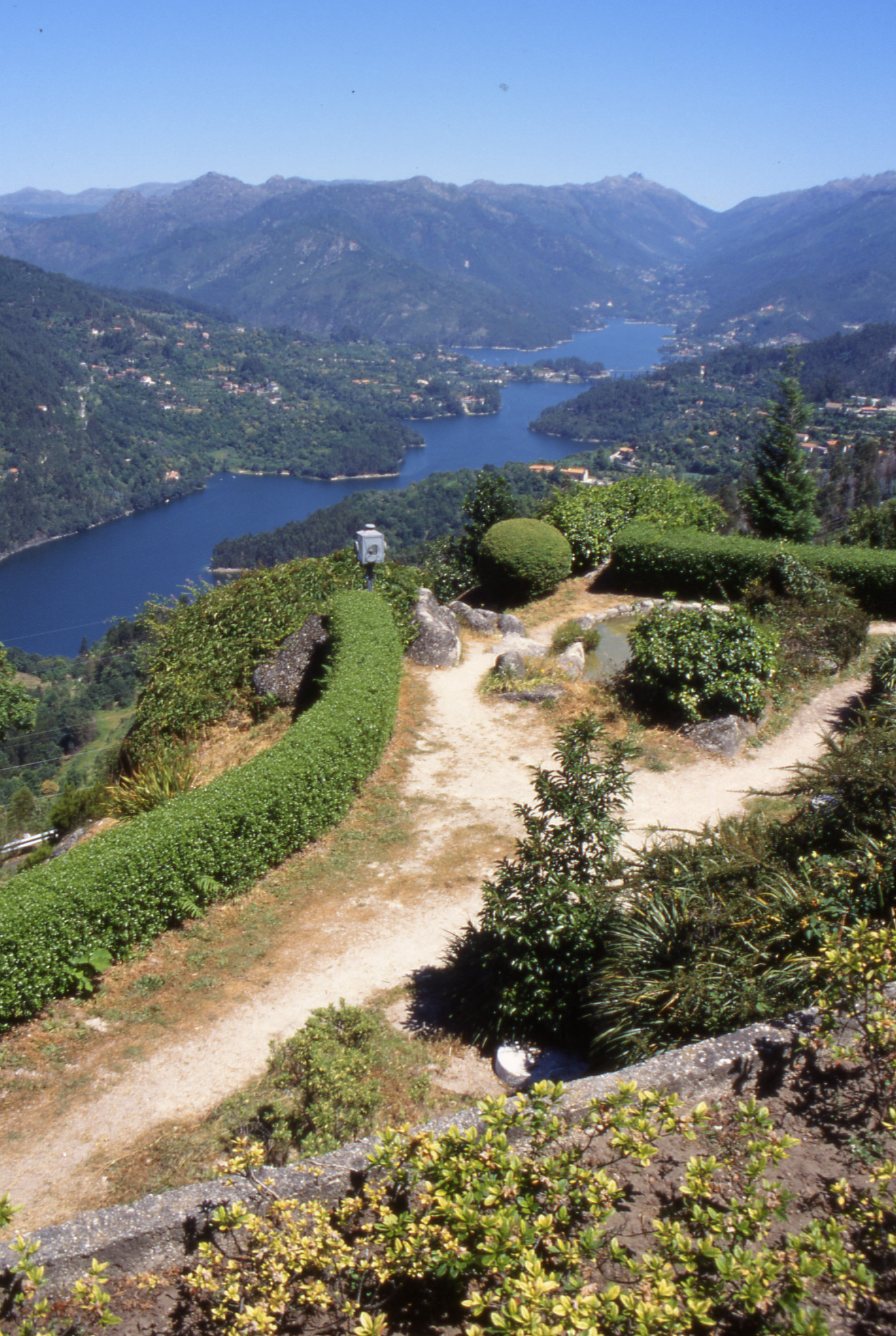
Blick auf den Fluss Cávado und Stausee Caniçada von der Pousada Do Gerês-Caniçada São Bento (1999)